# Olympische Winterspiele 2018/Snowboard
Bei den XXIII. Olympischen Winterspielen 2018 in Pyeongchang fanden zehn Wettbewerbe im Snowboarden ausgetragen. Austragungsort der meisten Wettbewerbe war wie beim Freestyle-Skiing der Phoenix Snow Park bei Bongpyeong-myeon; während die Big-Air-Bewerbe im Alpensia Jumping Park durchgeführt wurden. Neu im Programm war die Disziplin Big Air, der Parallelslalom fiel weg.
Erfolgreichste Nation waren, wie bereits 2014 in Sotschi, die Vereinigten Staaten. Die Tschechin Ester Ledecká, die bereits zuvor im Ski-Alpin den Super-G überraschend gewonnen hatte, konnte durch ihren Sieg im Parallel-Riesenslalom der Snowboarder als erste Athletin zwei Goldmedaillen in zwei verschiedenen Sportarten gewinnen.

## Bilanz

### Medaillenspiegel
| Platz | Land               | Gold | Silber | Bronze | Gesamt |
| ----- | ------------------ | ---- | ------ | ------ | ------ |
| 1     | Vereinigte Staaten | 4    | 2      | 1      | 7      |
| 2     | Kanada             | 1    | 2      | 1      | 4      |
| 3     | Frankreich         | 1    | 1      | –      | 2      |
| 4     | Tschechien         | 1    | –      | 1      | 2      |
| 5     | Italien            | 1    | –      | –      | 1      |
| 5     | Österreich         | 1    | –      | –      | 1      |
| 5     | Schweiz            | 1    | –      | –      | 1      |
| 8     | Australien         | –    | 1      | 1      | 2      |
| 8     | Deutschland        | –    | 1      | 1      | 2      |
| 10    | China              | –    | 1      | –      | 1      |
| 10    | Japan              | –    | 1      | –      | 1      |
| 10    | Südkorea           | –    | 1      | –      | 1      |
| 13    | Finnland           | –    | –      | 1      | 1      |
| 13    | Großbritannien     | –    | –      | 1      | 1      |
| 13    | Neuseeland         | –    | –      | 1      | 1      |
| 13    | Spanien            | –    | –      | 1      | 1      |
| 13    | Slowenien          | –    | –      | 1      | 1      |

### Medaillengewinner
| Konkurrenz     | Gold              | Silber         | Bronze           |
| -------------- | ----------------- | -------------- | ---------------- |
| Parallel-RS    | Nevin Galmarini   | Lee Sang-ho    | Žan Košir        |
| Halfpipe       | Shaun White       | Ayumu Hirano   | Scott James      |
| Slopestyle     | Redmond Gerard    | Maxence Parrot | Mark McMorris    |
| Snowboardcross | Pierre Vaultier   | Jarryd Hughes  | Regino Hernández |
| Big Air        | Sébastien Toutant | Kyle Mack      | Billy Morgan     |

| Konkurrenz     | Gold           | Silber         | Bronze                     |
| -------------- | -------------- | -------------- | -------------------------- |
| Parallel-RS    | Ester Ledecká  | Selina Jörg    | Ramona Theresia Hofmeister |
| Halfpipe       | Chloe Kim      | Liu Jiayu      | Arielle Gold               |
| Slopestyle     | Jamie Anderson | Laurie Blouin  | Enni Rukajärvi             |
| Snowboardcross | Michela Moioli | Julie Pereira  | Eva Samková                |
| Big Air        | Anna Gasser    | Jamie Anderson | Zoi Sadowski-Synnott       |

## Ergebnisse Männer

### Parallel-Riesenslalom
| Platz | Land | Sportler           |
| ----- | ---- | ------------------ |
| 1     | SUI  | Nevin Galmarini    |
| 2     | KOR  | Lee Sang-ho        |
| 3     | SLO  | Žan Košir          |
| 4     | FRA  | Sylvain Dufour     |
| 5     | AUT  | Benjamin Karl      |
| 6     | GER  | Stefan Baumeister  |
| 7     | ITA  | Roland Fischnaller |
| 8     | ITA  | Edwin Coratti      |
| 9     | AUT  | Alexander Payer    |
| 10    | OAR  | Vic Wild           |

Datum: 24. Februar 2018, 12:00 Uhr
Olympiasieger 2014:  Vic Wild

Weltmeister 2017:  Andreas Prommegger

### Halfpipe
| Platz | Land | Sportler         | Punkte |
| ----- | ---- | ---------------- | ------ |
| 1     | USA  | Shaun White      | 97,75  |
| 2     | JPN  | Ayumu Hirano     | 95,25  |
| 3     | AUS  | Scott James      | 92,00  |
| 4     | USA  | Ben Ferguson     | 90,75  |
| 5     | SUI  | Patrick Burgener | 89,75  |
| 6     | USA  | Chase Josey      | 88,00  |
| 7     | JPN  | Raibu Katayama   | 87,00  |
| 8     | USA  | Jake Pates       | 82,25  |
| 9     | SUI  | Jan Scherrer     | 80,50  |
| 10    | AUS  | Kent Callister   | 62,00  |

Datum: 14. Februar 2018, 10:30 Uhr
Olympiasieger 2014:  Iouri Podladtchikov

Weltmeister 2017:  Scott James

### Slopestyle
| Platz | Land | Sportler             | Punkte |
| ----- | ---- | -------------------- | ------ |
| 1     | USA  | Redmond Gerard       | 87,16  |
| 2     | CAN  | Maxence Parrot       | 86,00  |
| 3     | CAN  | Mark McMorris        | 85,20  |
| 4     | NOR  | Ståle Sandbech       | 81,01  |
| 5     | NZL  | Carlos Garcia Knight | 78,60  |
| 6     | NOR  | Marcus Kleveland     | 77,76  |
| 7     | CAN  | Tyler Nicholson      | 76,41  |
| 8     | NOR  | Torgeir Bergrem      | 75,80  |
| 9     | SWE  | Niklas Mattsson      | 74,71  |
| 10    | BEL  | Seppe Smits          | 69,03  |

Datum: 11. Februar 2018, 10:00 Uhr
Olympiasieger 2014:  Sage Kotsenburg

Weltmeister 2017:  Seppe Smits

### Snowboardcross
| Platz | Land | Sportler            |
| ----- | ---- | ------------------- |
| 1     | FRA  | Pierre Vaultier     |
| 2     | AUS  | Jarryd Hughes       |
| 3     | ESP  | Regino Hernández    |
| 4     | USA  | Nick Baumgartner    |
| 5     | USA  | Mick Dierdorff      |
| 6     | AUS  | Alex Pullin         |
| 7     | AUT  | Alessandro Hämmerle |
| 8     | GER  | Martin Nörl         |
| 9     | FIN  | Anton Lindfors      |
| 10    | AUS  | Cameron Bolton      |

Datum: 15. Februar 2018, 13:30 Uhr
Olympiasieger 2014:  Pierre Vaultier

Weltmeister 2017:  Pierre Vaultier

### Big Air
| Platz | Land | Sportler          | Punkte |
| ----- | ---- | ----------------- | ------ |
| 1     | CAN  | Sébastien Toutant | 174,25 |
| 2     | USA  | Kyle Mack         | 168,75 |
| 3     | GBR  | Billy Morgan      | 168,00 |
| 4     | USA  | Chris Corning     | 153,00 |
| 5     | USA  | Redmond Gerard    | 143,00 |
| 6     | SUI  | Michael Schärer   | 140,75 |
| 7     | NOR  | Torgeir Bergrem   | 131,00 |
| 8     | SUI  | Jonas Boesiger    | 118,25 |
| 9     | CAN  | Maxence Parrot    | 117,75 |
| 10    | CAN  | Mark McMorris     | 072,50 |

Datum: 24. Februar 2018, 10:00 Uhr
Weltmeister 2017:  Ståle Sandbech

## Ergebnisse Frauen

### Parallel-Riesenslalom
| Platz | Land | Sportlerin                 |
| ----- | ---- | -------------------------- |
| 1     | CZE  | Ester Ledecká              |
| 2     | GER  | Selina Jörg                |
| 3     | GER  | Ramona Theresia Hofmeister |
| 4     | OAR  | Aljona Sawarsina           |
| 5     | JPN  | Tomoka Takeuchi            |
| 6     | SUI  | Julie Zogg                 |
| 7     | AUT  | Daniela Ulbing             |
| 8     | AUT  | Ina Meschik                |
| 9     | GER  | Carolin Langenhorst        |
| 10    | OAR  | Milena Bykowa              |

Datum: 24. Februar 2018, 12:00 Uhr
Olympiasiegerin 2014:  Patrizia Kummer

Weltmeisterin 2017:  Ester Ledecká

### Halfpipe
| Platz | Land | Sportlerin        | Punkte |
| ----- | ---- | ----------------- | ------ |
| 1     | USA  | Chloe Kim         | 98,25  |
| 2     | CHN  | Liu Jiayu         | 89,75  |
| 3     | USA  | Arielle Gold      | 85,75  |
| 4     | USA  | Kelly Clark       | 83,50  |
| 5     | CHN  | Cai Xuetong       | 76,50  |
| 6     | JPN  | Haruna Matsumoto  | 70,00  |
| 7     | ESP  | Queralt Castellet | 67,75  |
| 8     | JPN  | Sena Tomita       | 65,25  |
| 9     | FRA  | Mirabelle Thovex  | 63,00  |
| 10    | FRA  | Sophie Rodriguez  | 50,50  |

Datum: 13. Februar 2018, 10:00 Uhr
Olympiasiegerin 2014:  Kaitlyn Farrington

Weltmeisterin 2017:  Cai Xuetong

### Slopestyle
| Platz | Land | Sportlerin      | Punkte |
| ----- | ---- | --------------- | ------ |
| 1     | USA  | Jamie Anderson  | 83,00  |
| 2     | CAN  | Laurie Blouin   | 76,33  |
| 3     | FIN  | Enni Rukajärvi  | 75,38  |
| 4     | NOR  | Silje Norendal  | 73,91  |
| 5     | USA  | Jessika Jenson  | 72,26  |
| 6     | USA  | Hailey Langland | 71,80  |
| 7     | SUI  | Sina Candrian   | 66,35  |
| 8     | OAR  | Sofja Fjodorowa | 65,73  |
| 9     | JPN  | Yuka Fujimori   | 63,73  |
| 10    | SUI  | Elena Könz      | 59,00  |

Datum: 12. Februar 2018, 10:00 Uhr
Olympiasieger 2014:  Jamie Anderson

Weltmeisterin 2017:  Laurie Blouin

### Snowboardcross
| Platz | Land | Sportlerin                      |
| ----- | ---- | ------------------------------- |
| 1     | ITA  | Michela Moioli                  |
| 2     | FRA  | Julia Pereira de Sousa Mabileau |
| 3     | CZE  | Eva Samková                     |
| 4     | USA  | Lindsey Jacobellis              |
| 5     | FRA  | Chloé Trespeuch                 |
| 6     | BUL  | Alexandra Schekowa              |
| 7     | FRA  | Charlotte Bankes                |
| 8     | ITA  | Raffaella Brutto                |
| 9     | CAN  | Tess Critchlow                  |
| 10    | FRA  | Nelly Moenne-Loccoz             |

Datum: 16. Februar 2018, 12:15 Uhr
Olympiasieger 2014:  Eva Samková

Weltmeisterin 2017:  Lindsey Jacobellis

### Big Air
| Platz | Land | Sportlerin           | Punkte |
| ----- | ---- | -------------------- | ------ |
| 1     | AUT  | Anna Gasser          | 185,00 |
| 2     | USA  | Jamie Anderson       | 177,25 |
| 3     | NZL  | Zoi Sadowski-Synnott | 157,50 |
| 4     | JPN  | Reira Iwabuchi       | 147,50 |
| 5     | SUI  | Sina Candrian        | 140,25 |
| 6     | NOR  | Silje Norendal       | 131,50 |
| 7     | JPN  | Yuka Fujimori        | 122,75 |
| 8     | JPN  | Miyabi Onitsuka      | 119,00 |
| 9     | CAN  | Spencer O’Brien      | 113,25 |
| 10    | USA  | Julia Marino         | 93,25  |

Datum: 22. Februar 2018, 09:30 Uhr
Weltmeisterin 2017:  Anna Gasser